# Stăpâna destinului
Stăpâna destinului (Senhora do Destino) este o telenovela braziliană produsă și expusă în programul de 21 de ore de către Rede Globo, între 28 iunie 2004 și 12 martie 2005, în 221 de capitole, difuzată în România de canalul Acasă TV. 

## Legături externe
- Stăpâna destinului la Internet Movie Database